# Singtam
Singtam là một thị xã của quận East thuộc bang Sikkim, Ấn Độ.

## Địa lý
Singtam có vị trí 27°09′B 88°23′Đ / 27,15°B 88,38°Đ Nó có độ cao trung bình là 1396 mét (4580 feet).

## Nhân khẩu
Theo điều tra dân số năm 2001 của Ấn Độ, Singtam có dân số 5431 người. Phái nam chiếm 56% tổng số dân và phái nữ chiếm 44%. Singtam có tỷ lệ 71% biết đọc biết viết, cao hơn tỷ lệ trung bình toàn quốc là 59,5%: tỷ lệ cho phái nam là 75%, và tỷ lệ cho phái nữ là 66%. Tại Singtam, 12% dân số nhỏ hơn 6 tuổi.